# Andreu Fontàs
Andreu Fontàs (* 14. listopadu 1985, Banyoles) je španělský fotbalista hrající za klub RCD Mallorca v Primera División jako střední obránce.

## Statistiky
Aktualizováno: 13. ledna 2012
| Klub             | Sezóna           | Liga   | Liga | Pohár  | Pohár | Evropa | Evropa | Ostatní | Ostatní | Celkem | Celkem |
| Klub             | Sezóna           | Starty | Góly | Starty | Góly  | Starty | Góly   | Starty  | Góly    | Starty | Góly   |
| ---------------- | ---------------- | ------ | ---- | ------ | ----- | ------ | ------ | ------- | ------- | ------ | ------ |
| Barcelona B      | 2008–09          | 20     | 0    | –      | –     | –      | –      | –       | –       | 20     | 0      |
| Barcelona B      | 2009–10          | 27     | 1    | –      | –     | –      | –      | –       | –       | 27     | 1      |
| Barcelona B      | 2010–11          | 25     | 1    | –      | –     | –      | –      | –       | –       | 25     | 1      |
| Barcelona B      | Celkem           | 72     | 2    | –      | –     | –      | –      | –       | –       | 72     | 2      |
| Barcelona        | 2009–10          | 1      | 0    | 1      | 0     | 0      | 0      | 0       | 0       | 2      | 0      |
| Barcelona        | 2010–11          | 6      | 0    | 1      | 0     | 1      | 1      | 0       | 0       | 8      | 1      |
| Barcelona        | 2011–12          | 1      | 0    | 3      | 0     | 1      | 0      | 1       | 0       | 6      | 0      |
| Barcelona        | Celkem           | 8      | 0    | 5      | 0     | 2      | 1      | 1       | 0       | 16     | 1      |
| Celkem v kariéře | Celkem v kariéře | 80     | 2    | 5      | 0     | 2      | 1      | 1       | 0       | 88     | 3      |

## Úspěchy

### Barcelona
- 2× vítěz Primera División: 2009/10, 2010/11
- 1× vítěz Copa del Rey: 2011/12
- 3× vítěz španělského Superpoháru: 2009, 2010, 2011
- 1× vítěz Ligy mistrů: 2010/11
- 1× vítěz evropského Superpoháru: 2011
- 1× vítěz MS klubů: 2011